# كراسوخا
كراسوخا (بالروسية: Красуха) منظومة حرب إلكترونية نقالة، روسية الصنع، تعمل على التشويش على إشارات الطائرات من دون طيار والمركبات الجوية الأخرى الموجهة بالرادار، وهي منظومة عاملة في القوات المسلحة الروسية. أُنتج منها عدة إصدارات. تُؤمن وحدات من هذه المنظومة قاعدة حميميم الجوية في سوريا.

## المشغلون
- القوات المسلحة الروسية
- الجزائر الدفاع الجوي عن الإقليم الجزائري[2]

## استشهادات
1. ↑  "تفاصيل نشر منظومات التشويش الروسية في سوريا". آر تي. 28 سبتمبر 2018. مؤرشف من الأصل في 2019-12-13. اطلع عليه بتاريخ 2018-09-30.
2. ↑  "Tout sur la défense au Maghreb: L'Algérie se dote d'un système de brouillage innovant". secret-difa3. مؤرشف من الأصل في 2020-04-07. اطلع عليه بتاريخ 2020-06-20.